# Nosy Komba

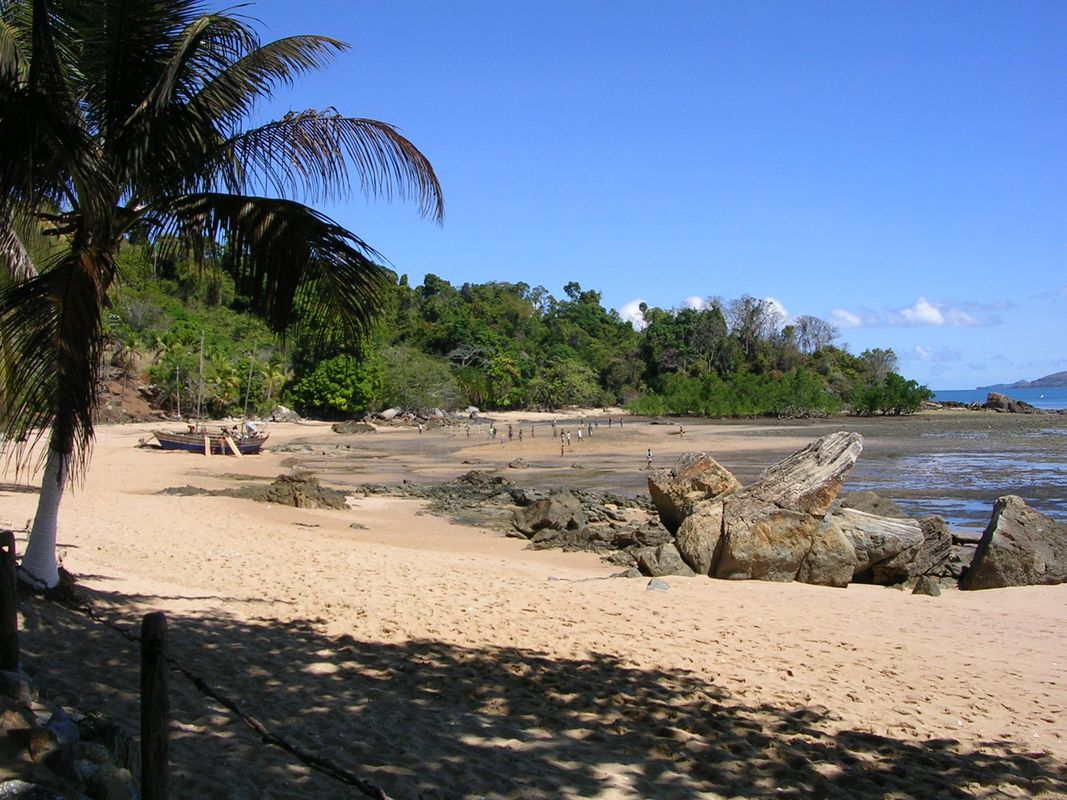
En la marea baixa s'ha d'aprofitar l'unic lloc pla per jugar al futbol

Nosy Komba és una petita illa volcànica al nord-est de Madagascar, situada entre Nosy Be i l'illa principal. S'anomena també Nosy Ambariovato, que significa illa envoltada de roques. El nucli de població més important és Ampangorina, a la seva part sempentrional; allà s'hi pot trobar el dispensari mèdic i l'única escola com cal de l'illa, encara que hi ha algunes petites escoles en algunes aldees interiors.

## Geografia
L'illa, d'uns 500 habitants, fa uns 8 km de diàmetre. El relleu és agreste, amb la seva màxima alçada al volcà Antaninaomby (621m). Està revestida de bosc tropical dens i espès, que allotja una fauna i una flora riques i variades.
No hi ha una xarxa elèctrica però els grups electrògens són cada vegada més abundants. Tampoc hi ha carreteres, només els camins sorgits per l'ús permeten pujar la muntanya i arribar als vilatges de l'interior.

## Economia

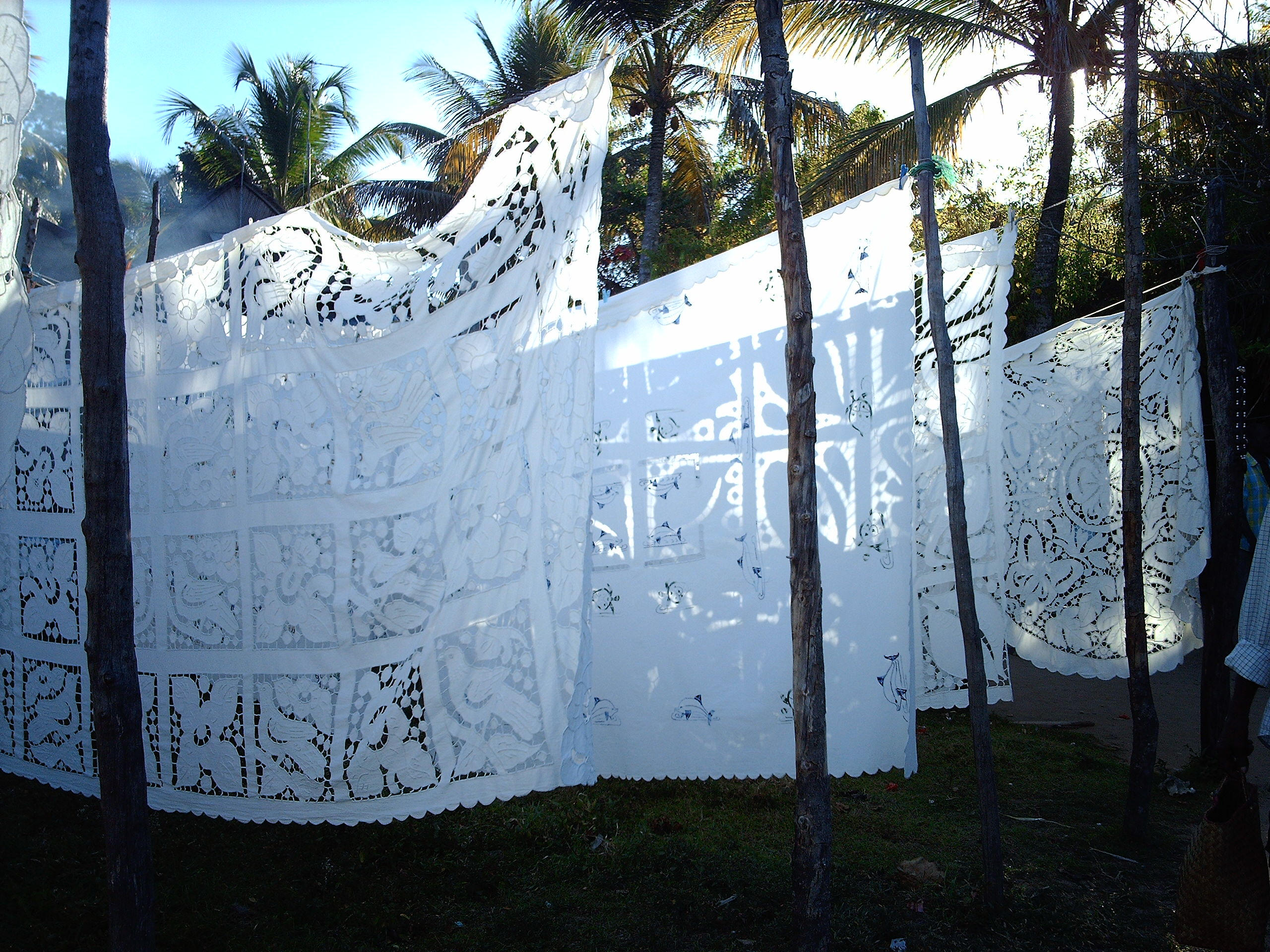
Estovalles brodades

Està basada en la fabricació d'estovalles, treballades amb brodats o amb punt "Richelieu". L'autonomia en l'alimentació la proporcionen els cultius d'arròs de la part alta i la pesca. També s'hi fabriquen unes magnífiques piraigües de fins a 12 m i amb capacitat de fins a 24 persones. Una pedrera de pedra és explotada a la vora de la platja.
Els principals comerços són les botigues d'ultramarins. També hi ha alguns bungalows, restaurants típics i bars per acollir als turistes, la majoria dels quals venen a passar la jornada.

## Accés
L'illa està situada a 20 minuts en barca de Nosy Be i hi ha un viatge diari en cada sentit.

## Turisme

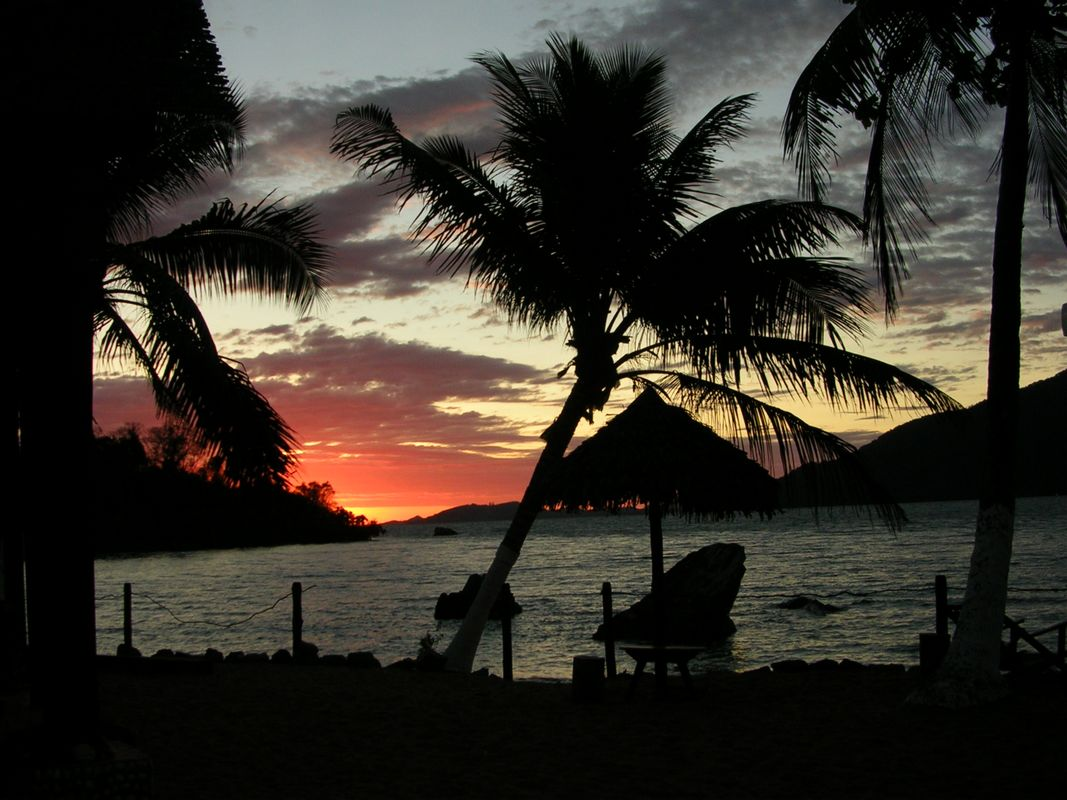
Posta de sol

Les seves precioses platges i l'ambient despreocupat la fan un destí ideal per als amants del "farniente" i dels espais salvatges que volen allunyar-se del trànsit. Hi ha alguns bungalows per passar-hi uns dies però la major part dels turistes hi arriben amb els seus propis vaixells per comprar les seves famoses estovalles i observar els lemúrids. Resten unes hores a Ampangorina on es queden a dinar o també poden trobar algunes botigues on es venen collarets, talles de fusta, pintures o xals malgaxs.
També hi ha la possibilitat de fer una passejada al voltant de l'illa en piragua o una excursió guiada per l'interior per tal de conèixer la flora endèmica de Madagascar.